# Maraapunisaurus
Genre
Espèce
Maraapunisaurus est un genre fossile de très grands dinosaures sauropodes de la famille des Rebbachisauridae. 
Il a vécu en Amérique du Nord où il a été découvert dans plusieurs États de l'ouest des États-Unis, dans des sédiments du Jurassique supérieur du Kimméridgien au Tithonien, soit il y a environ entre 154,8 à 143,1 millions d'années.

## Historique

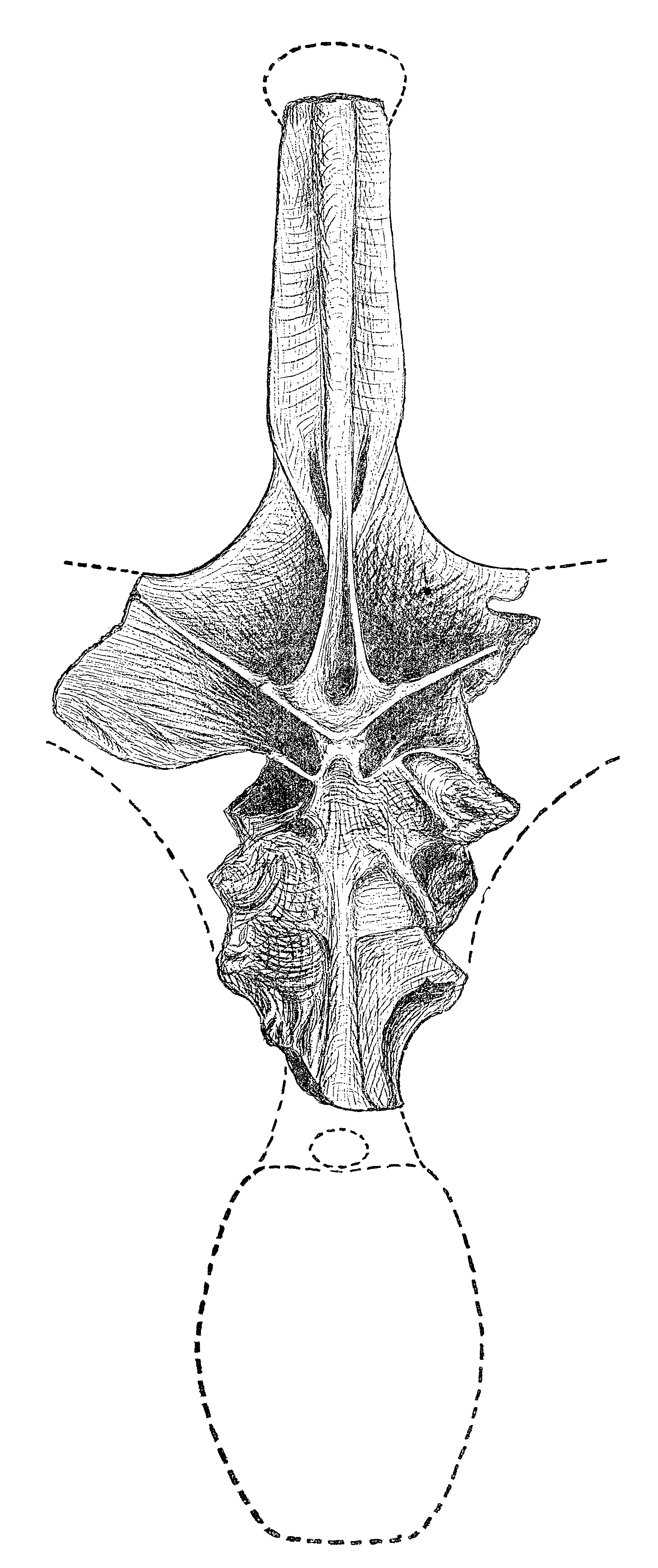
Figure de Cope illustrant la vertèbre holotype d' Amphicoelias fragillimus.

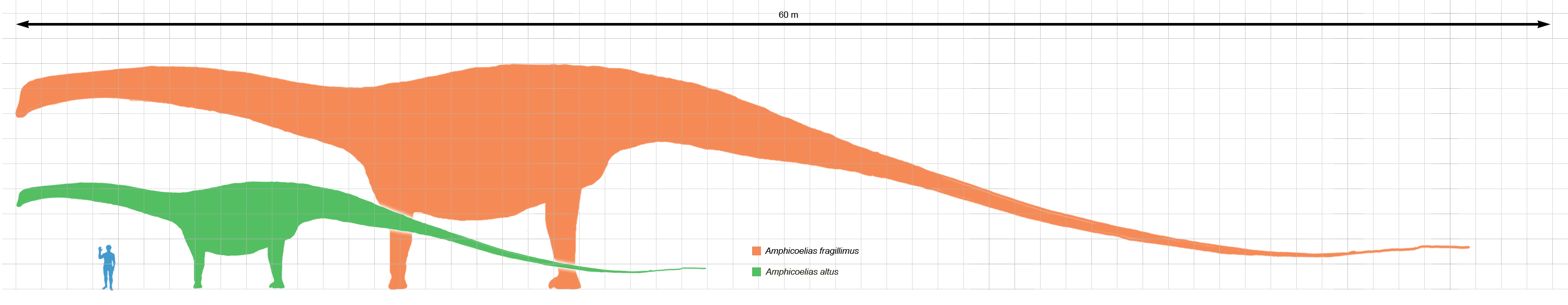
Taille maximale envisagée pour Maraapunisaurus fragillimus (orange) en se basant sur une description peut-être erronée ou trompeuse et taille estimée d'A. altus (vert) comparée à celle d'un humain.

Amphicoelias fragillimus aurait été recueilli par un collecteur de fossiles Oramel Lucas, peu après son engagement par le paléontologue Edward Drinker Cope en 1877. Lucas a découvert une vertèbre partielle (l'arche et l'épine neurale) d’un grand sauropode dans le Garden Park, au nord de Cañon City, dans le Colorado, proche de la carrière qui a produit Camarasaurus.
La vertèbre incomplète était en mauvais état, mais elle était étonnamment grande, mesurant selon Cope 1,50 mètre de long pour une longueur totale estimée de 1,83 mètre. Lucas expédia le spécimen à Cope au printemps ou au début de l'été 1878. Cope le publia comme le spécimen holotype (AMNH 5777) d'une nouvelle espèce, A. fragillimus, en août. D'après les notes de Cope (basées sur le rapport d’excavation de Lucas sur les emplacements du site en 1879), le spécimen proviendrait d'une colline au sud de la carrière à Camarasaurus, maintenant appelée « Cope's Nipple » (le téton de Cope). Cope a tout d'abord écrit que le site appartenait à la formation Dakota du milieu du Crétacé mais la présence de dinosaures tels que Camarasaurus dans les mêmes roches indique qu'il appartient probablement à la Formation de Morrison. Le site daterait donc de la fin du Jurassique supérieur, c'est-à-dire du Tithonien (environ 150 millions d'années). Une extrémité distale de fémur aurait été aussi retrouvée tout près de la vertèbre ; elle pourrait avoir appartenu à A. fragilimus ; Cope estime la longueur totale du fémur à 3,60 mètres. 

### Taille
Toutes les estimations de taille d' A. fragillimus sont à prendre avec beaucoup de précautions car basées sur des mesures approximatives, au moins entachées d'erreurs de conversion et de fautes typographiques potentiellement critiques pour leur validité.
Le bilan sur les caractéristiques et l'historique de cette possible espèce a été effectué en 2015 par Woodruff et Foster :
- la vertèbre géante holotype a été très probablement détruite d'une manière ou d'une autre ;
- Cope n'a jamais décrit de façon détaillée ce qu'il présentait comme la vertèbre du plus grand dinosaure connu ;
- il n'est jamais vraiment revenu sur ce sujet, sa découverte et sa taxonomie ont été seulement très brièvement abordés dans une publication en 1881[7] ;
- il est difficile de comprendre pourquoi Cope n'a même pas mentionné A. fragillimus dans sa théorie de l'augmentation de taille du corps chez les lignées de vertébrés terrestres à travers le temps, alors qu'il annonçait avoir découvert le plus grand d'entre eux (une théorie obsolète aujourd'hui appelée Règle de Cope)[8] ;
- la vertèbre holotypique, après avoir été archivée au Muséum américain d'histoire naturelle en 1895, n'a jamais été exposée. Dans les années 1920 la vertèbre holotypique a été recherché dans le musée sans succès ;
- dans la course frénétique à la publication de nouvelles découvertes durant la guerre des os avec Marsh, les études de Cope sont fréquemment entachées de fautes d'inattention ou typographiques, voire d'erreurs scientifiques selon son ami Osborn[9] :
  - lui-même parle indifféremment d' A. fragillimus ou d' A. fragillisimus,
  - dans sa description originale de l'espèce, il indique une longueur de la vertèbre de « 1 500 m »,
  - dans sa description d'A. altus en 1877, Cope décrit le fémur comme étant exactement « six pieds quatre pouces », soit 1,930 mètre, tandis que dans son tableau la valeur donnée est « 1,542 mètre », soit 5 pieds. Bien que cette erreur n'entraîne pas une réévaluation totale de la taille relative de l'élément, l'erreur est de plus de 38 centimètres. Ce type d'erreur réduirait la taille de la vertèbre à des dimensions correspondant à celles des vertèbres découvertes dans la formation de Morrison ;
- la validité d'un organisme terrestre gigantesque est questionnée à travers plusieurs aspects tels que la biologie, l'écologie et l'ontogenèse. Le résultat final est qu'il est hautement improbable qu'un quadrupède terrestre d'une telle taille ait pu exister[6] :
  - la masse limite calculée pour un animal terrestre en fonction de la force de la gravité est estimée à 75 tonnes par Günther et ses collègues en 2002[10],
  - la force et résistance des os et des muscles ne permettrait pas de dépasser 75 tonnes pour un animal terrestre selon l'étude d'Hokkanen en 1986[11],
  - la limitation la plus critique pour la taille des grands organismes est la disponibilité des ressources.

#### Anciennes estimations de taille

Tailles comparées des plus grands sauropodes connus (selon les schémas de squelettes établis par Scott Hartman et Ken Carpenter)
- longueur d'Amphicoelias fortement contestée, voir texte -:
Amphicoelias fragillimus (48 m)
Mamemchisaurus sinocanadorum (35 m)
Argentinosaurus huinculensis (35 m)
Sauroposeidon proteles (28 m)
Supersaurus vivianae (33 m)

En 1994, Gregory S. Paul, en se basant sur les ressemblances entre Amphicoelias et Diplodocus, a estimé la longueur du fémur « d'A. fragillimus » entre 3,10 à 4 mètres pour « d'A. fragillimus ».
En 2006, Kenneth Carpenter conduit le même travail et aboutit à une longueur de ce même fémur de 4,30 à 4,60 mètres. Toujours en se basant sur la morphologie de Diplodocus, il parvient à une longueur totale estimée de l'animal de 58 mètres, une hauteur au niveau du dos d'environ 9 mètres, et une masse de 122 tonnes. Il note que ses résultats semblent cohérents avec ceux de G. S. Paul de 1994 qui évaluait la longueur « d'A. fragillimus » de 40 à 60 mètres. Carpenter souligne que ces valeurs sont sensiblement supérieures à celles des sauropodes géants connus comme le diplodocidé Supersaurus (32,5 mètres), le brachiosauridé Sauroposeidon (34 mètres), et le titanosaurien Argentinosaurus (30 mètres).
De nouveau en 2015, Woodruff et Foster renouvellent cette proposition, considérant qu'il n'existe qu'une seule espèce d'Amphicoelias et qu'elle devrait être nommée Diplodocus altus, Amphicoelias étant pour eux un nomen oblitum (nom oublié).